# National Golden Gloves
Golden Gloves er årlige konkurrencer for amatørboksning i USA. The Golden Gloves er ofte et udtryk, der bruges til at henvise til National Golden Gloves-konkurrence, men det kan også repræsentere flere andre amatørturneringer, herunder regionale Golden Glove- turneringer og andre bemærkelsesværdige turneringer såsom Intercity Golden Gloves, Chicago Golden Gloves og New York Golden Gloves.

## USA Franchises[1]
- Alabama Golden Gloves
- Chicago Golden Gloves[2]
- Cincinnati Golden Gloves

Cleveland Golden Gloves, http://www.clevelandamateurgg.com Arkiveret 27. maj 2013 hos  Wayback Machine

Colorado-New Mexico Golden Gloves

Detroit Golden Gloves

Florida Golden Gloves, http://floridagoldengloves.org

Hawaii Golden Gloves

Indiana Golden Gloves 

Iowa Golden Gloves

Kansas City Golden Gloves, http://www.kcgoldengloves.com

Kansas-Oklahoma Golden Gloves

Knoxville Golden Gloves

Michigan Golden Gloves, http://www.michigangoldenglovesboxing.com

Mid-South Golden Gloves

Nevada Golden Gloves

New England Golden Gloves

New Jersey Golden Gloves, http://www.njgoldengloves.com

New York Metro Golden Gloves, http://www.usaboxingmetro.com

Omaha Golden Gloves

Pennsylvania Golden Gloves, http://www.pagoldengloves.com Arkiveret 29. juni 2011 hos  Wayback Machine

Rocky Mountain Golden Gloves

St. Louis Golden Gloves

Syracuse Golden Gloves

Texas Golden Gloves, http://www.texasgoldengloves.com

Toledo Golden Gloves

Tri-State Golden Gloves

Upper Midwest Golden Gloves

Washington, D.C. Golden Gloves

Wisconsin Golden Gloves